# Guttet

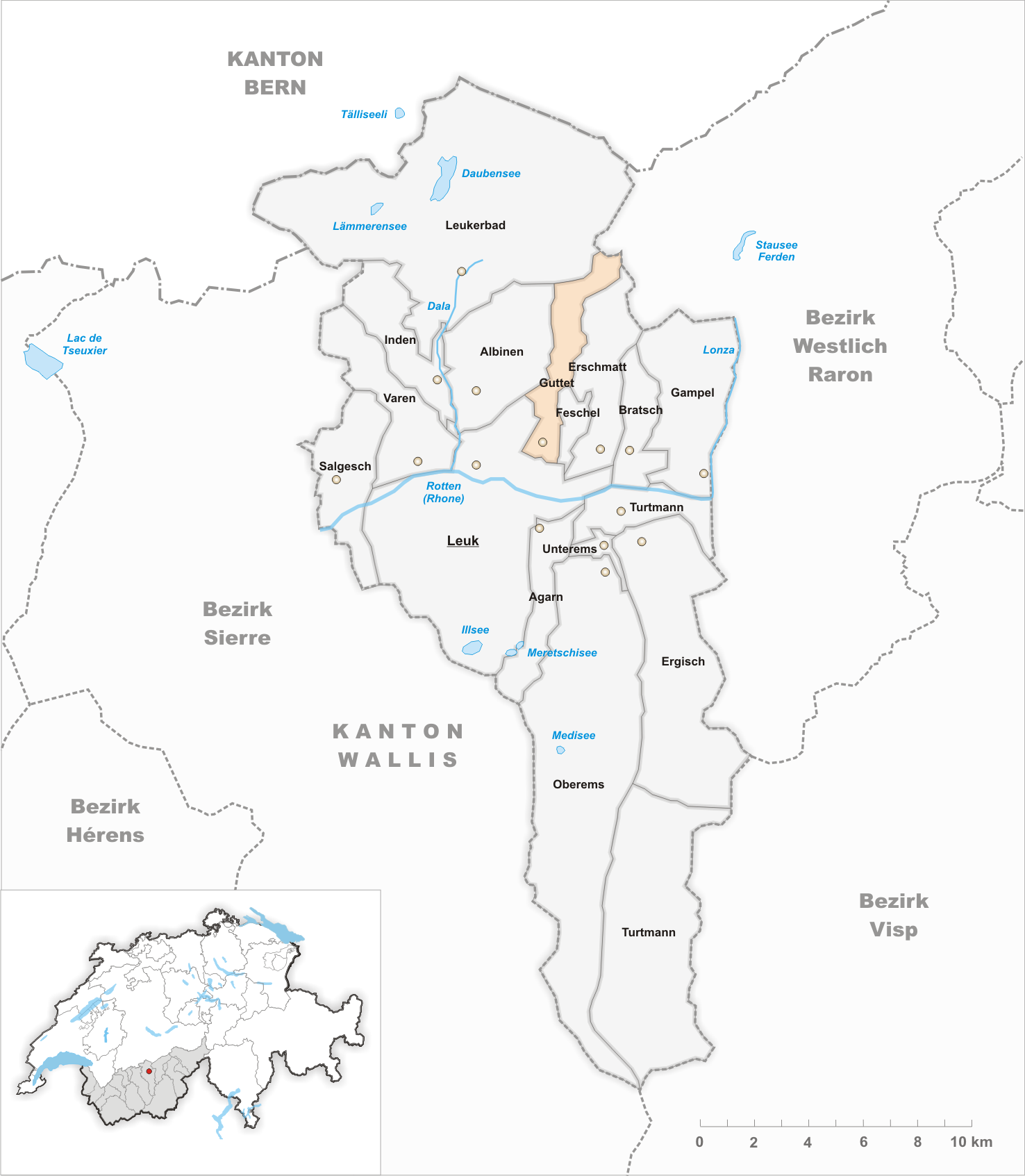
Gemeindestand vor der Fusion am 31. Dezember 2000

Guttet ist eine Ortschaft in der Munizipalgemeinde Guttet-Feschel im deutschsprachigen Teil des Schweizer Kantons Wallis. Bis 2000 war sie eine selbständige Gemeinde.

## Geschichte
1261 wurde Guttet erstmals als de gottet urkundlich erwähnt. Zu dem Bergdorf am Nordhang des Rhonetals bei Leuk gehören neben dem Zentrum auch die Weiler Grächmatten und Wiler. Das Dorf gehörte zur Pfarrei Leuk; erstmals wird bereits 1520 eine Kirche urkundlich erwähnt, die 1874 neu gebaut worden ist. Das 1863 zur eigenen Pfarrei erhobene Rektorat bestand seit 1822. Zu dieser gehörte zu Anfang bis 1903 und ab 1925 auch Feschel.

## Bevölkerung
| Bevölkerungsentwicklung | Bevölkerungsentwicklung | Bevölkerungsentwicklung | Bevölkerungsentwicklung | Bevölkerungsentwicklung |
| ----------------------- | ----------------------- | ----------------------- | ----------------------- | ----------------------- |
| Jahr                    | 1850                    | 1900                    | 1950                    | 1990                    |
| Einwohner               | 149                     | 195                     | 224                     | 319                     |